# Ionuț Vînă
Ionuț Vînă (n. 20 februarie 1995, Galați, România) este un fotbalist român, care joacă pe post de mijlocaș la FCV Farul în SuperLiga României. Pe plan internațional, are prezențe la națională pentru România Sub-17 și România Sub-19.
Ionuț Daniel Vînă s-a născut la Galați și a crescut la Academia de Fotbal Gheorghe Hagi. Mijlocașul central făcut pasul spre prima echipă a celor de la FC Viitorul Constanța pe 23 august 2011. În vara anului 2013, atunci când avea 18 ani, mijlocașul central a fost împrumutat pe o perioadă de 6 luni la AS Roma și a bifat 4 prezențe la Primavera, dar nu a reușit să se acomodeze din cauza vârstei fragede și a revenit sub comanda lui Gică Hagi la Viitorul Constanța. A rămas la formația din Costanța până în ianuarie 2016, atunci când a fost cedat sub formă de împrumut la Dunărea Călărași, dar a avut ghinion. Ionuț Vînă s-a accidentat la umăr în al doilea meci și a fost nevoit să stea departe de teren până în vara anului 2016, atunci când Gică Hagi l-a readus la echipă. 
Imediat după ce a revenit la FC Viitorul Constanța, în vara anului 2016, Ionuț Vînă a reușit să impresioneze la antrenamente și nu a mai fost scos din echipa de start a constănțenilor, devenind rapid un om de bază în primul unsprezece al formației deținute de Gică Hagi. Ionuț Vînă a câștigat cu Viitorul titlul în Liga 1 Betano, sezonul 2016 – 2017, iar în ediția 2018 – 2019 a luat Cupa României cu Viitorul.
Ionuț Vînă a făcut parte din loturile echipelor naționale a României U17 (3 selecții), U18 ( o selecție) și U19 (15 selecții și patru goluri). Mijlocașul central al Viitorului a atras atenția mai multor cluburi importante din Liga 1, iar FCSB și CFR Cluj au încercat să-l transfere dar Gică Hagi n-a renunțat la serviciile sale. Și grupări din MLS, Polonia, Israel, Belgia și Italia s-au interesat de serviciile mijlocașului Viitorului.
 A mai petrecut la FC Viitorul, încă un sezon, în care a câștigat Cupa României, după care a trecut la FCSB.